# Kedungmoro
Kedungmoro is een bestuurslaag in het regentschap Lumajang van de provincie Oost-Java, Indonesië. Kedungmoro telt 3768 inwoners (volkstelling 2010).